# Маяк (Кочковський район)
Маяк (рос. Маяк) — селище у Кочковському районі Новосибірської області Російської Федерації.
Входить до складу муніципального утворення Новоцілинна сільрада. Населення становить 56 осіб (2010).

## Історія
Згідно із законом від 2 червня 2004 року органом місцевого самоврядування є Новоцілинна сільрада.

## Населення
| 2002 | 2007 | 2010 |
| ---- | ---- | ---- |
| 85   | ↗87  | ↘56  |